# Assistente de palco
Assistente de palco é uma função típica de programas de auditório, exercida por uma pessoa responsável por entreter a plateia e auxiliar o apresentador no decorrer do programa, geralmente exibidos ao vivo. De modo geral, a profissão é exercida por mulheres, ainda que haja registros de homens atuando na área, como por exemplo, os Paquitos, no extinto Xou da Xuxa, programa infantil bastante popular em Brasil. Nesse sentido, há diversos tipos de assistentes, desde aqueles cuja função é eminentemente a do entretenimento da plateia, como eram os casos dos assistentes Praga e Dengue, no referido programa da Xuxa, até os casos em que a função das assistentes é a de atrair a atenção dos telespectadores através do apelo erótico, como são os casos das Hzetes, paniquetes e afins. Diversas assistentes de palco se tornaram, com o passar do tempo, atrizes notórias ou até mesmo apresentadoras de seus próprios programas, como por exemplo o caso de Bárbara Borges e Patrícia Salvador, respectivamente.